# Anniyan
Pour plus de détails, voir Fiche technique et Distribution.
Anniyan est un thriller psychologique indien, réalisé par S. Shankar, sorti en 2005.

## Synopsis
Ambi (Vikram), avocat intègre voire austère, est un homme qui respecte la loi, plus que quiconque dans sa ville, depuis que sa jeune sœur périt, atrocement, sous ses yeux, dans son enfance, par la faute de fonctionnaires négligents et corrompus.
Depuis, il ne supporte donc plus, le moindre écart, de ceux qui enfreignent allègrement la légalité.
Follement épris de sa voisine, la belle Nandhini (Sada), celle-ci refuse pourtant, son amour à cause de sa personnalité psychorigide.
En revanche, elle est attirée par un certain Rémo, extraverti, exubérant, un séducteur-né, qui évolue dans le monde de la mode.
Quelque part, au même moment, dans la capitale, sévit un personnage mystérieux, surnommé Anniyan. Il applique sa propre justice, impitoyable. Éliminant, sauvagement, ceux qui se croient au-dessus des lois, selon un modus operandi, original : il s'inspire des punitions des divinités hindoues.

## Fiche technique
Sauf indication contraire, les informations mentionnées dans cette section peuvent être confirmées par la base de données cinématographiques IMDb,  présente dans la section « Liens externes ».
- Titre original : Anniyan
- Réalisation : S. Shankar
- Scénario : S. Shankar
- Dialogues : Sujatha
- Direction artistique : Sabu Cyril
- Photographie : Manikandan, S. Ravi Varman
- Montage : V.T. Vijayan
- Musique : Harris Jayaraj
- Paroles : Kabilan, Na. Muthukumar, Vairamuthu
- Production : Viswanathan Ravichandran
- Société de production : Oscar Films International
- Sociétés de distribution : Aascar Films, Eagle Video, Mega Films, Shringar Distributors, Thameens
- Sociétés d'effets spéciaux : Big Freeze Time Slice, Indian Artists Computer Graphics, Prasad EFX, Tata Elxsi Visual Computing Lab
- Budget de production : 280 000 000 ₹
- Pays d'origine :  Inde
- Langue : Tamoul, télougou, français, hindi
- Format : Couleurs - 1,85:1 - Dolby Digital - 35 mm
- Genre : Action, drame, thriller
- Durée : 181 minutes (3 h 01)
- Dates de sorties en salles : 
  -  Inde : 10 juin 2005

## Distribution
- Vikram : Ramanoujam Iyengar dit Ambi / Rémo / Anniyan
- Sada : Nandhini
- Prakash Raj : L'officier de police Prabhakar
- Vivek : Shari, un policier, et ami d'Ambi
- Nedumudi Venu : Parthasarathy, père d'Ambi
- Nassar (en) : Psychiatre
- Cochin Haneefa : délinquant
- Kalabhavan Mani : un propriétaire de terrain
- Shanmugarajan : Chockalingam, le traiteur du contrat de chemin de fer
- Saurabh Shukla : le propriétaire de la compagnie de câble de frein
- Yana Gupta (apparition spécial dans la chanson "Kaadhal Yaanai")
- Manobala : conducteur du train pour Thiruvaiyaru
- Shanthi Williams : Susheela, mère d'Ambi
- Neelu : Ananthanarayanan, secrétaire de l'Académie Sangeetha
- Sriranjini : sœur de Nandhini
- Vatsala Rajagopal : grand-mère d'Ambi
- Mohan Vaidya : Krishna, père de Nandhini
- Hari Prashanth : Jeune Ambi
- Divya Nagesh : Vidya, sœur d'Ambi

## Distinctions
| Prix                         | Catégorie                      | Nomination(s)              | Résultat | Réf.        |
| ---------------------------- | ------------------------------ | -------------------------- | -------- | ----------- |
| National Film Awards         | Meilleurs effets spéciaux      | Tata Elxsi                 | Lauréat  | [ 1 ]       |
| Filmfare Awards South        | Meilleur film                  | Anniyan                    | Lauréat  | [ 2 ]       |
| Filmfare Awards South        | Meilleur acteur                | Vikram                     | Lauréat  | [ 2 ]       |
| Filmfare Awards South        | Meilleur réalisateur           | Shankar                    | Lauréat  | [ 2 ]       |
| Filmfare Awards South        | Meilleur parolier              | Vairamuthu                 | Lauréat  | [ 2 ]       |
| Filmfare Awards South        | Meilleur directeur artistique  | Sabu Cyril                 | Lauréat  | [ 2 ]       |
| Filmfare Awards South        | Meilleur compositeur en tamoul | Harris Jayaraj             | Lauréat  | [ 2 ]       |
| Filmfare Awards South        | Meilleur chorégraphe           | Peter Hein                 | Lauréat  | [ 2 ]       |
| Filmfare Awards South        | Meilleur cinéaste              | Ravi Varman, V. Manikandan | Lauréat  | [ 2 ]       |
| Tamil Nadu State Film Awards | Meilleur film                  | Anniyan                    | Lauréat  | [ 3 ]       |
| Tamil Nadu State Film Awards | Meilleur vilain                | Prakash Raj                | Lauréat  | [ 3 ]       |
| Tamil Nadu State Film Awards | Meilleur réalisateur           | Shankar                    | Lauréat  | [ 3 ]       |
| Tamil Nadu State Film Awards | Meilleur comédien              | Vivek                      | Lauréat  | [ 3 ]       |
| Tamil Nadu State Film Awards | Meilleur compositeur           | Harris Jayaraj             | Lauréat  | [ 3 ]       |
| Tamil Nadu State Film Awards | Meilleur doubleur              | S. N. Surendar             | Lauréat  | [ 3 ]       |
| Film Fans' Association Award | Meilleur film                  | Anniyan                    | Lauréat  | [ 4 ] [ 5 ] |
| Film Fans' Association Award | Meilleur acteur                | Vikram                     | Lauréat  | [ 4 ] [ 5 ] |
| Film Fans' Association Award | Meilleur réalisateur           | Shankar                    | Lauréat  | [ 4 ] [ 5 ] |
| Film Fans' Association Award | Meilleur compositeur           | Harris Jayaraj             | Lauréat  | [ 4 ] [ 5 ] |
| Film Fans' Association Award | Meilleur cinéaste              | Ravi Varman                | Lauréat  | [ 4 ] [ 5 ] |
| Asianet Film Awards          | Prix du Jury                   | Vikram                     | Lauréat  | [ 6 ] [ 7 ] |